# Myrmecoris gracilis
'Myrmecoris gracilis is een wants uit de familie van de blindwantsen (Miridae). De soort werd het eerst wetenschappelijk beschreven door Reinhold Ferdinand Sahlberg in 1848.

## Uiterlijk
De roodbruine wants heeft een enigszins langgerekte kop en is brachypteer (kortvleugelig) (heel soms langvleugelig) en kan 4 tot 5 mm lang worden. De wantsen zijn heel kortvleugelig, de kleine bruine voorvleugels zijn licht en het achterste stuk is wit. De langvleugelige versie heeft ook bruine voorvleugels die licht zijn aan het begin en hebben een witte dwarsstreep. Het doorzichtige deel van de vleugels is dan grijzig. De pootjes zijn lang en roodbruin met donkere dijen. Van de lange roodbruine antennes is het tweede segment iets verdikt en donkerder aan het uiteinde. Het derde segment is aan het begin lichter en verder donker, net als het vierde segment. Het achterlijf is in het midden ingesnoerd en daarmee lijken de volwassen roodbruine of zwartbruine wantsen op de grauwzwarte mier (Formica fusca) en de nimfen lijken op donkere Lasius-soorten. De wants lijkt ook op Pithanus maerkelii; die heeft echter een duidelijk minder ingesnoerd achterlijf en een minder lange kop en jaagt niet op kleine insecten.

## Leefwijze
De wants overwintert als eitje. De soort leeft van kleine insecten zoals bladluizen en hun honingdauw. Ze worden ook in mierennesten gevonden waar ze waarschijnlijk van de larven leven. Ook is bekend dat ze de eitjes van Notostira elongata eten. De volgroeide dieren zijn van juni tot juli te vinden in droge gebieden met rood zwenkgras (Festuca rubra), schapengrassoorten (Festuca ovina) en struikheide (Calluna vulgaris).

## Leefgebied
De soort is zeldzaam in Nederland en wordt alleen in het binnenland gevonden. De soort komt verder in het Palearctisch gebied voor, van Europa tot in Azië en Noord-Afrika.